# Paul-Siméon Ahouanan Djro
Paul-Siméon Ahouanan Djro OFM (* 19. Dezember 1952 in Bingerville; † 12. Februar 2024 in Abidjan) war ein ivorischer Geistlicher und römisch-katholischer Erzbischof von Bouaké.

## Leben
Paul-Siméon Ahouanan Djro trat der Ordensgemeinschaft der Franziskaner (OFM) bei und empfing nach seiner theologischen Ausbildung am 19. Juli 1981 die Priesterweihe.
Papst Johannes Paul II. ernannte ihn am 6. Dezember 1995 zum Bischof von Yamoussoukro. Die Bischofsweihe spendete ihm der Alterzbischof von Abidjan, Bernard Kardinal Yago, am 16. März des folgenden Jahres; Mitkonsekratoren waren Vital Komenan Yao, Erzbischof von Bouaké, und Luigi Ventura, Apostolischer Nuntius in der Republik Elfenbeinküste.
Am 12. Januar 2006 ernannte ihn Papst Benedikt XVI. zum Koadjutorerzbischof von Bouaké. Mit dem Tod Vital Komenan Yaos am 22. September desselben Jahres folgte er ihm als Erzbischof von Bouaké nach.
Das Erzbistum Bouaké war eine der Regionen, die besonders stark von sozialen und militärischen Krisen betroffen wurde, und Erzbischof Ahouanan Djro wurde regelmäßig als Vermittler angefragt. 2015 wurde Ahouanan Djro von Staatspräsident Alassane Ouattara an die Spitze der nationalen Kommission für die Versöhnung und Entschädigung der Opfer (Commission Nationale pour la Réconciliation et l’indeminsation des Victimes – Conariv) berufen, um die Opfer der Gewalt nach den Wahlen 2010–2011 zu entschädigen. Er hatte die Aufgabe „die Arbeit der aufgelösten Kommission für Dialog, Wahrheit und Versöhnung (Cdvr) abzuschließen“. In der Cdvr-Kommission war er neben dem früheren Premierminister Charles Konan Banny, der von September 2011 bis Dezember 2014 Vorsitzender dieser Institution war, stellvertretender Vorsitzender. Nach Abschluss dieser Aufgaben wurde er von der Association des conseils en lobbying et affaires publiques de Côte d’Ivoire (Aclap-Ci) in ihrer Liste der hundert einflussreichsten Persönlichkeiten des Landes aufgeführt.
Paul Siméon Ahouanan Djro starb am 12. Februar 2024 in seinem 72. Lebensjahr in Abidjan.